# ジャパンライフデザインシステムズ
株式会社ジャパンライフデザインシステムズは、東京都目黒区青葉台に本社を置くマーケティングおよびコミュニケーション戦略を企画・実施する日本の企業。

## 概要
「生活者を主人公とした社会の実現」をミッションに掲げ1981年に谷口正和により設立された。主に顧客研究に基づくマーケティングとコミュニケーションデザインを行う。マーケティングに関する出版物も多く刊行している。

## 沿革
- 1981年7月 - 東京都渋谷区に設立
- 1984年9月 - 「株式会社ジャパンライフデザインシステムズ京都」を京都府京都市に設立
- 1986年
  - 4月 - 「有限会社ジェイエルディーエスコンサルタント」を東京都港区に設立（後に株式会社ジェイ・エル・ディ・エス・コンサルタントに名称変更）
  - 8月 - 本社を東京都目黒区に移転
- 1990年9月 - 東京都渋谷区に渋谷分室を開設
- 1991年3月 - 渋谷分室を閉鎖して目黒区の本社を増床
- 1997年3月 - 株式会社コミュニケーション・メントースを株式譲渡により譲り受ける
- 2005年3月 - 本社を東京都渋谷区に移転
- 2014年10月 -  株式会社ジェイ・エル・ディ・エス・コンサルタントを吸収合併
- 2023年6月 - 本社を東京都目黒区に移転

## 主な出版物
- 『世界目線構想力』谷口正和（2008年）ISBN 978-4901484015
- 『ブルーバードマネジメント』谷口正和（2009年）ISBN 4901484036
- 『京の着眼力』京都ブランド研究会DIK 編集（2009年）ISBN 4901484044
- 『デザインが日本の未来を創る』船曳鴻紅（2013年）ISBN 4901484486
- 『人分けの小道』北山ひとみ（2014年）ISBN 4901484699[1]
- 『足元にある、大切なもの。石垣島ハーブ暮らし』セルフドクタークラブ 島ぐらし研究会（2014年）ISBN 4901484613
- 『直感する未来 都市で働く女性1000名の報告』女の未来研究会（2014年）ISBN 4901484591
- 『否常識のススメ』水野誠一（2015年）ISBN 4901484761[2]
- 『2020新しき革命』谷口正和（2015年）ISBN 4901484737
- 『生活芸術家たち 長野インタビュー』セルフドクタークラブ 村ぐらし研究会（2015年）ISBN 4901484753
- 『365日、醸す暮らし糀ことはじめ』セルフドクタークラブ 糀ぐらし研究会（2015年）ISBN 4901484966